# Erinnyis rhaebus
Erinnyis rhaebus är en fjärilsart som beskrevs av Druce 1881. Erinnyis rhaebus ingår i släktet Erinnyis och familjen svärmare. Inga underarter finns listade i Catalogue of Life.